# 愛原ありさ
愛原 ありさ（あいはら ありさ、1995年11月29日 - ）は、日本の女性声優。北海道出身。アース・スター ドリームの元メンバー。マウスプロモーション所属。

## 略歴
2014年にアース・スター エンターテイメントが主催した国民的声優グランプリにて審査員奨励賞を受賞し、以降アース・スター ドリームのリーダーとして活動。グループでのイメージカラーは赤色。
東京アナウンス学院・放送声優科卒業生。
2017年12月末をもってアース・スター ドリームを卒業、事務所を退所した。
2018年4月よりマウスプロモーション附属俳優養成所に33期生として入所。
2019年12月よりメロンブックス公式キャラクターのめろんちゃんの声を担当。
2020年4月より、マウスプロモーションに所属。

## 人物
特技はダンスであり、学生時代はダンス部に所属していた。全国高等ダンスドリル選手権大会で、全国出場している経験もある。アース・スター ドリームとしての活動でも、何曲かの振り付けを考案している。
声優活動以外には「DJあーりぃØ a.k.a 愛原ありさ」の名前でアニメソングのクラブDJイベントにDJとして参加することもある。
その他の趣味・特技はピアノ、サバゲ、ドローン、回し蹴り。
好きなアニメに『カードキャプターさくら』を挙げているほか、『シャーマンキング』で恐山アンナを演じる林原めぐみを知ったことが声優を目指すきっかけになったと語っている。

## 出演
太字はメインキャラクター。

### テレビアニメ
2015年
- 血液型くん! シリーズ（2015年 - 2016年、女子、女型、♀型） - 2シリーズ
- てーきゅう（園児2）

2016年
- うさかめ（色葉似ほへと、女子生徒C）
- 魔法少女なんてもういいですから。（店員、ネコ、魔法少女A、海水浴客B）

2019年
- 魔法少女特殊戦あすか（モンスター、オペレーターB）
- アイカツオンパレード!（2019年 - 2020年、観客）

2020年
- BanG Dream! 3rd Season（スタッフ、中学生D）
- アイドリッシュセブン Second BEAT!（観客B）

2022年
- 終末のハーレム（一条奈都）
- 神クズ☆アイドル（カメラマン）
- 遊☆戯☆王ゴーラッシュ!!

2023年
- 久保さんは僕を許さない（女子生徒A）
- もののがたり（女の子）
- BanG Dream! It's MyGO!!!!!（羽丘 生徒C）
- デキる猫は今日も憂鬱（街の人々、アオ）

2024年
- 転生貴族、鑑定スキルで成り上がる（バーバラ）
- るろうに剣心 -明治剣客浪漫譚- 京都動乱（旅籠仲居）

### Webアニメ
- マウスどうぶつえん（2021年 -  、モモンガのありさ）

### ゲーム
2016年
- 幻獣姫（アルミラージ）
- ブレイドアンドソウル（小猿、魔気人形アガサ）

2017年
- 遥かなる異郷グランヴィリア（シイナ）

2018年
- WAR OF BRAINS（忠嬌メイド ニアル、忠嬌メイド リンゼ、万能球体 R.A.P.O）

2019年
- ゴッタマゼイヤー（フローラ、ラズリー）

2020年
- 解神者:X2（朱雀）
- ブラウンダスト（シホ）
- デュエル・マスターズ プレイス（カスミ）
- メギド72（2020年 - 2023年、フィロタヌス）
- クイズRPG 魔法使いと黒猫のウィズ（ミッケ・ペルペル）
- ソードマスターストーリー（アナンケ、ジャンダルク、ニケ）
- 幻獣契約クリプトラクト（ミリアム）

2021年
- けものフレンズ3（アデリーペンギン）
- ポルト・ミラージュ（カレン）
- モンスターストライク（2021年 - 2025年、スマッシュ、スカジ）
- 蒼藍の誓い ブルーオース（ダンケルク、アンソン）

2022年
- 誓約少女 〜祝砲の元に集いし戦姫たち〜（神通、金剛、春月）

2023年
- ブルーアーカイブ -Blue Archive-（2023年 - 2024年、下倉メグ）
- アズールレーン（2023年 - 2024年、ヤーデ）
- レスレリアーナのアトリエ 〜忘れられた錬金術と極夜の解放者〜（ララ・トロッケル）
- ヘブンバーンズレッド（屋代先輩）

2024年
- アッシュエコーズ
- 聖剣伝説 VISIONS of MANA（マドレーヌ）
- ウマ娘 プリティーダービー 熱血ハチャメチャ大感謝祭!

2025年
- 魔女ガミ－The Witch of Luludidea－（セミ）

### ドラマCD
- ちょっとかわいいアイアンメイデン（2016年、三上愛瑠[27]）
- アース・スター ドリーム シチュエーションドラマCDシリーズ「冬」（2016年、小豆島朱音）
- ふたりべや（2019年、梓）
- めろんガールズドラマCD（2020年、めろん）

### 吹き替え

#### 映画
- ベアリー・リーサル（2015年[28]）

#### アニメ
- 卓球少女 -閃光のかなたへ-（2025年、卓球チーム女子A[29]）

### デジタルコミック
- ぜっしゃか！-私立四ツ輪女子学院絶滅危惧車学科-（2020年、菊池せりか[30]）

### オーディオドラマ
- ふたりべや（2019年 - 2020年、梓） - 第7・8巻メロンブックス限定版特典

### ラジオ
※はインターネット配信。
- A&G ARTIST ZONE アース・スター ドリームのTHE CATCH（2015年4月6日 - 6月29日、超!A&G+※）
- 中島由貴と愛原ありさのまんなかあいらんど（2017年7月14日 - 2018年1月26日、ニコニコ生放送※）[31]
- 春瀬･愛原の駅徒歩5分1LDK家賃8万5千円（2021年 - 、ニコニコ生放送※）[32]

### 舞台
- 舞台版てーきゅう〜先輩とめぐりあう時間たち〜ディレクターズカット（2016年3月16日 - 3月21日、日本芸術専門学校大森校劇場） - 鈴木あやこ 役・西新井大師西 役（ダブルキャスト）

### 朗読劇
- 女学生Sの恋文（2018年3月9日・11日、LIVE BOX Gaba-Sugoka）
- Short Story Girls #13（2018年3月30日、目黒鹿鳴館）[33]

### パチンコ
- CR世界でいちばん強くなりたい!（2017年、ナレーション[34]）

### ナレーション
- FC町田ゼルビアをつくろう〜ゼルつく〜（2021年 - 、AbemaTV）※週替わり

## ディスコグラフィ

### キャラクターソング
| 発売日  | 商品名                       | 歌 | 楽曲               | 備考                           |
| 2016年  | 2016年                       | 2016年                                                                                                | 2016年             | 2016年                         |
| ------- | ---------------------------- | --- | ------------------ | ------------------------------ |
| 5月25日 | 走れ！うさかめ高校テニス部!! | うさかめ高校テニス部feat.古平たすく（高尾奏音）、馬場みやこ（曽我部英理）、色葉似ほへと（愛原ありさ） | 「青春サーフDays」 | テレビアニメ『うさかめ』関連曲 |

### シリーズ一覧
1. ↑  第3期『3』（2015年）、第4期『4』（2016年）

### ユニットメンバー
1. ↑  田中きなこ（中島由貴）、佐藤くるみ（小出ひかる）、鈴木あやこ（新井田いづみ）、西新井大師西（谷尻まりあ）